# Праздник урожая в Туркменистане
Праздник урожая в Туркменистане — национальный праздник в Туркменистане. Второе воскресенье месяца ноябрь, начиная с 2017 года, Туркменистанцы празднуют Праздник урожая. С внесением поправок на трудовом кодексе главой Туркмении и перечень праздничных и памятных дат празднуемых в Туркменистане. До внесений этих изменений туркменский народ отмечал свой национально — традиционный праздник в последнее воскресенье месяца ноября.

## История и празднование
Празднество устраиваются в честь трудяг полевых работ. И именно в их честь в стране устраиваются концерты, выставки. И именно к ним руководство и президент страны обращается с поздравлениями.
Туркменистан стал широко отмечать этот праздник получив статус независимости в 1991 году.
За последние годы страна стала уделять много внимания сельскому хозяйству. Объём собранной пшеницы в 2019-ом году стала более чем 1 600 000 тонн, что по сравнению с 1991 — ым годом почти на 8 раз больше. Страна уделила 545 000 га земли на посев хлопка. В этой отрасли страна активно сотрудничает с мировыми компаниями. С такими как «Case», «New Holland», «John Deere», «CLAAS»
Например в 2017-ом году страна заключила контракты с немецкой компанией «Umax Trade GmbH» и с Швейцарской компанией «John Deer International GmbH» на приобретение сельхоз техники, расходных материалов и запасных частей.
Туркменистан продолжает сотрудничество с компанией «John Deere» в закупке сельхозтехники, пример этому Президент Гурбангулы Бердымухамедов подписал Постановление о разрешении Минсельхозу Туркменистана заключить контракт с компанией John Deere на приобретение сельхозтехники с условием поставки в 2020 году.